# Detector tèrmic

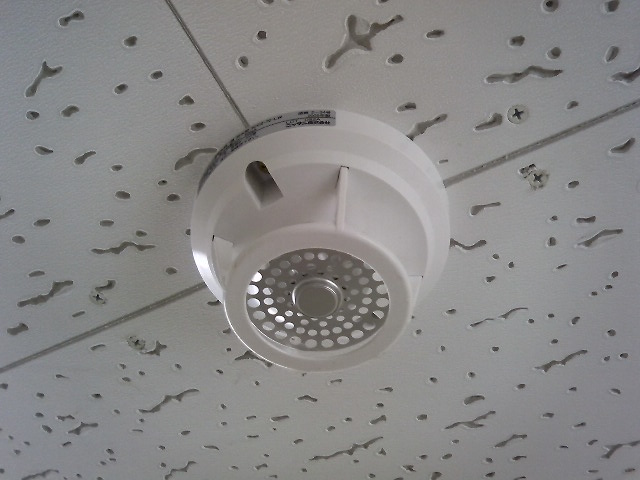
Detector tèrmic de temperatura fixa

Detector tèrmic, detector de calor o detector de temperatura és un dispositiu d'alarma d'incendi dissenyat per a respondre quan l'energia tèrmica per convecció d'un incendi augmenta la temperatura d'un element sensible a la calor. Forma part d'un sistema de detecció i alarma d'incendis. La massa tèrmica i la conductivitat de l'element regulen el flux de la taxa de calor en l'element. Tots els detectors de calor tenen aquesta inèrcia tèrmica. Els detectors tèrmics es classifiquen en dos tipus d'operacióː de 'temperatura fixa' i 'termovelocimètrics'. Els detectors tèrmics s'utilitzen per a ajudar a la reducció dels danys materials. També existeix el cable sensor de temperatura, que és capaç de detectar la calor al llarg de tota la seva longitud.

## Detectors tèrmics de temperatura fixa
Els detectors de temperatura fixa operen quan el sensor de calor de la mescla eutèctica aconsegueix l'estat de canvi del punt eutèctic de sòlid a líquid. El retard tèrmic retarda l'acumulació de calor en l'element sensible, de manera que un dispositiu de temperatura fixa aconseguirà la seva temperatura de funcionament en algun moment després que la temperatura de l'aire que l'envolta excedeixi aquesta temperatura. El punt de temperatura fixa més comuna per als detectors de calor connectats elèctricament és 58 °C. Aquest tipus de detector està en desús perquè els termovelocimètric també disposa de dispositiu per temperatura fixa.

## Detectors termovelocimètrics
Els detectors termovelocimètrics operen en produir-se un ràpid augment de la temperatura de l'element de 6,7 a 8,3 °C per minut, independentment de la temperatura inicial. Aquest tipus de detector de calor pot funcionar a una temperatura d'incendi més baixa que la que seria possible si el llindar és fix. Té dos termoparells o termistors sensibles a la calor. Un termoparell monitoreja la calor transferida per convecció o radiació. L'altre respon a la temperatura ambient. El detector respon quan la primera temperatura augmenta amb relació a l'altra.
Els detectors termovelocimètrics poden no respondre a l'alliberament de taxes de baixa energia d'incendis de desenvolupament lent. Per detectar el desenvolupament d'incendis de desenvolupament lent, els detectors combinats han de tenir afegit un element detector de temperatura fixa, i en última instància respon quan l'element de temperatura fixa aconsegueix el llindar de disseny.

## Cable sensor de temperatura
El cable sensor de temperatura és un cable de fibra òptica que detecta el punt on augmenta la temperatura. La seva llargada pot se de quilòmetres, i està connectat a la central d'incendis.

## Idoneïtat del detector tèrmic
El seu element pertorbador és l’augment de temperatura no procedent d’un incendi: calefaccions, proximitat de finestres assolellades, etc., per tant s'ha d'instal·lar fora d'aquests llocs.
Es col·loquen en llocs on els detector de fums no és apropiat, com les cuines, aparcaments.
Per a les galeries de cables el més apropiat és el cable sensor de temperatura.